# لوسي سميث
لوسي سميث (بالنرويجية: Lucy Smith)‏ (و. 1934 – 2013 م) هي بروفيسورة، ومحامية، من النرويج، ولدت في أوسلو، كانت عضوةً في لجنة حقوق الطفل (منذ 2003)، واتفاقية القضاء على جميع أشكال التمييز ضد المرأة (1983–1986)، ورابطة الجامعات الأوروبية، توفيت في أوسلو، عن عمر يناهز 79 عاماً.

## مناصب
تولت منصب عميد.

## التعليم
تعلمت في جامعة أوسلو.

## جوائز
حصلت على جوائز منها:
- وسام القديس أولاف.

## روابط خارجية
- لوسي سميث على موقع IMDb (الإنجليزية)